# Trois-Rivières (Somme)
Trois-Rivières es una comuna nueva francesa situada en el departamento de Somme, de la región de Alta Francia.

## Historia
Fue creada el 1 de enero de 2019, en aplicación de una resolución del prefecto de Somme de 12 de noviembre de 2018 con la unión de las comunas de Contoire, Hargicourt y Pierrepont-sur-Avre, pasando a estar el ayuntamiento en la antigua comuna de Pierrepont-sur-Avre.

## Demografía
Según los datos aportados en la resolución del prefecto de Somme, la comuna se crea con 1498 habitantes.

## Composición
| Comuna fusionada    | Código INSEE | Población (2016) | Superficie (km²) | Densidad (hab./km²) |
| ------------------- | ------------ | ---------------- | ---------------- | ------------------- |
| Contoire            | 80209        | 439              | 7.14             | 61                  |
| Hargicourt          | 80419        | 396              | 5.19             | 76                  |
| Pierrepont-sur-Avre | 80625        | 655              | 4.3              | 152                 |